# De Sims 4
De Sims 4 (Engels: The Sims 4) is een levenssimulatiespel ontwikkeld door Maxis en The Sims Studio, en uitgebracht door Electronic Arts. Het is het vierde deel uit de reeks van De Sims-spellen en kwam wereldwijd in september 2014 uit. Het computerspel was oorspronkelijk alleen beschikbaar in Origin maar kwam op 17 februari 2015 wereldwijd ook beschikbaar voor MacOS X. Op 17 november 2017 werd het spel ook uitgebracht op PlayStation 4 en Xbox One.
Er zijn meer dan 50 DLC's uitgebracht. Deze worden onderverdeeld in verschillende pakketten. Veertien daarvan zijn Expansion Packs, twaalf Game Packs, achttien Accessoirespakketten en drieëntwintig Kits. De verschillende soorten hebben allemaal hun eigen prijs en aantal content.

## Gameplay
In De Sims 4 maakt de speler, net zoals bij eerdere spellen in De Sims-reeks, virtuele mensen (Sims genoemd) aan, en bestuurt hun dagelijks leven. Enkele mogelijkheden uit een of meerdere vorige spellen in De Sims-serie zijn in dit spel niet aanwezig, zoals grote open werelden en het onbeperkt aanpassen van de kleur van voorwerpen. Zwembaden en peuters waren op het moment van de release ook niet aanwezig, maar werden via een gratis update later aan het spel toegevoegd.

### Sims

#### Creëer-een-Sim
Het onderdeel Creëer-een-Sim dient om Sims aan te maken. De lichamelijke kenmerken van Sims worden, in tegenstelling tot in De Sims 2 en De Sims 3, zonder schuifbalken gewijzigd, maar deze keer met klikken en slepen op de Sim zelf. Sims kunnen nu nog meer aangepast worden, zoals de manier van lopen. Kleding wordt in acht categorieën verdeeld (dagelijks, formeel, sport, pyjama, feestjes, zwemkleding, warm weer en koud weer). Daarnaast worden nog een kapsel, stem en eventuele accessoires gekozen. Ook een tatoeage en andere uiterlijke kenmerken zoals een beugel of sproeten kunnen worden gekozen.

#### Leeftijdsfases
Sims doorlopen in hun leven zeven verschillende leeftijdsfases: baby, peuter, kind, tiener, jongvolwassene, volwassene en oudere.

#### Behoeften
Tijdens het spelen moet de speler rekening houden met zes behoeften: blaas, energie, honger, hygiëne, plezier en sociaal. Indien niet of onvoldoende aan deze behoeften wordt voldaan, zal de Sim zich slecht voelen en bestaat de mogelijkheid dat deze komt te overlijden.

#### Vaardigheden
Sims kunnen in hun vrije tijd of om promotie te maken in hun carrière aan verschillende vaardigheden werken. Enkele voorbeelden (in het basisspel De Sims 4) zijn: culinair koken, gamen, handigheid, gitaar, komedie, koken, vissen, piano, fitness, 
etcetera. Sims kunnen reeds als kind aan deze vaardigheden werken, echter worden deze anders onderverdeeld: creativiteit, mentaal, motoriek en sociaal. Voor peuters bestaat de extra 'potjesvaardigheid'

#### Carrières
In een huishouden moeten een of meerdere Sims geld verdienen om hun belastingen te betalen. Indien de belastingen en rekeningen niet meer betaald worden, worden elektriciteit en het water afgesloten. Sims hebben vanaf tiener de mogelijkheid te kiezen uit enkele carrières (bijvoorbeeld techneut, schrijver of entertainer), waarbij elke carrière na enige promotie splitst in twee vertakkingen. Tieners hebben een meer beperkte keuze uit enkele afzonderlijke carrières die niet overlappen met de schooluren.

### Werelden
Werelden in De Sims 4 zijn gesplitst in kleinere buurten, waarbij elke buurt een of meerdere kavels heeft. Wanneer een Sim de buurt verlaat om naar een andere buurt te gaan, wordt een laadscherm geopend. Sims kunnen vrij rondlopen in elke buurt, hoewel bij het betreden van een andere kavel ook een laadscherm tevoorschijn komt. In de werelden zijn diverse openbare plaatsen te vinden zoals bars, bibliotheken, lounges, musea, nachtclubs, (nationale) parken en sportscholen. Daarnaast bezitten sommige werelden een verborgen kavel. Het is mogelijk om te reizen tussen drie verschillende werelden.

### Bouwen
Sims wonen in een huis dat door de speler kan worden gebouwd en ingericht. Het bouwen van huizen is eenvoudiger gemaakt, onder andere doordat spelers nu daken kunnen bewerken door klikken en slepen. De schuifbalken die in De Sims 3 hiervoor nodig waren zijn, net als bij het maken van een Sim, volledig verdwenen. Funderingen kunnen tijdens het bouwen van een huis aangepast en verhoogd worden, de lengte van de muren van één verdieping kan veranderd worden, de hoogte van ramen kan versteld worden, en men kan omheiningen in een cirkel bouwen en de hoeken daarvan gebogen maken. Kamers en zelfs volledig ingerichte huizen kunnen snel verplaatst worden door ze te selecteren en ergens anders op de kavel terug neer te zetten. Men kan tevens kamers groter of kleiner maken door aan de muren te slepen. Spelers kunnen vooraf ingerichte kamers kiezen, deze desnoods wijzigen, en die toevoegen aan het huis.

### Galerie
In de galerie worden niet alleen bewaarde creaties van de speler zelf bewaard, ook zijn daar gedeelde huizen, kamers en huishoudens terug te vinden van alle spelers wereldwijd. Die kunnen gedownload worden zodat ze door anderen in het spel gebruikt kunnen worden. Voor deze functie is een internetverbinding vereist.

### Soundtrack
| 1.                 | The Sims 4 Theme | 2:14 |
| 2.                 | Beatrix          | 3:34 |
| 3.                 | Believe In Love  | 4:02 |
| 4.                 | Breakfast        | 2:59 |
| 5.                 | I'm Gone         | 3:21 |
| 6.                 | In My Head       | 3:21 |
| 7.                 | Love Is True     | 3:28 |
| 8.                 | Me Too           | 2:41 |
| 9.                 | Milan            | 3:17 |
| 10.                | Obrayzow         | 3:23 |
| 11.                | Real People      | 3:56 |
| 12.                | Sul Sul          | 3:07 |
| 13.                | Test Card 4 4    | 2:58 |
| 14.                | Again And Again  | 3:44 |
| Totale duur: 45:59 |                  |      |

## Editie-overzicht

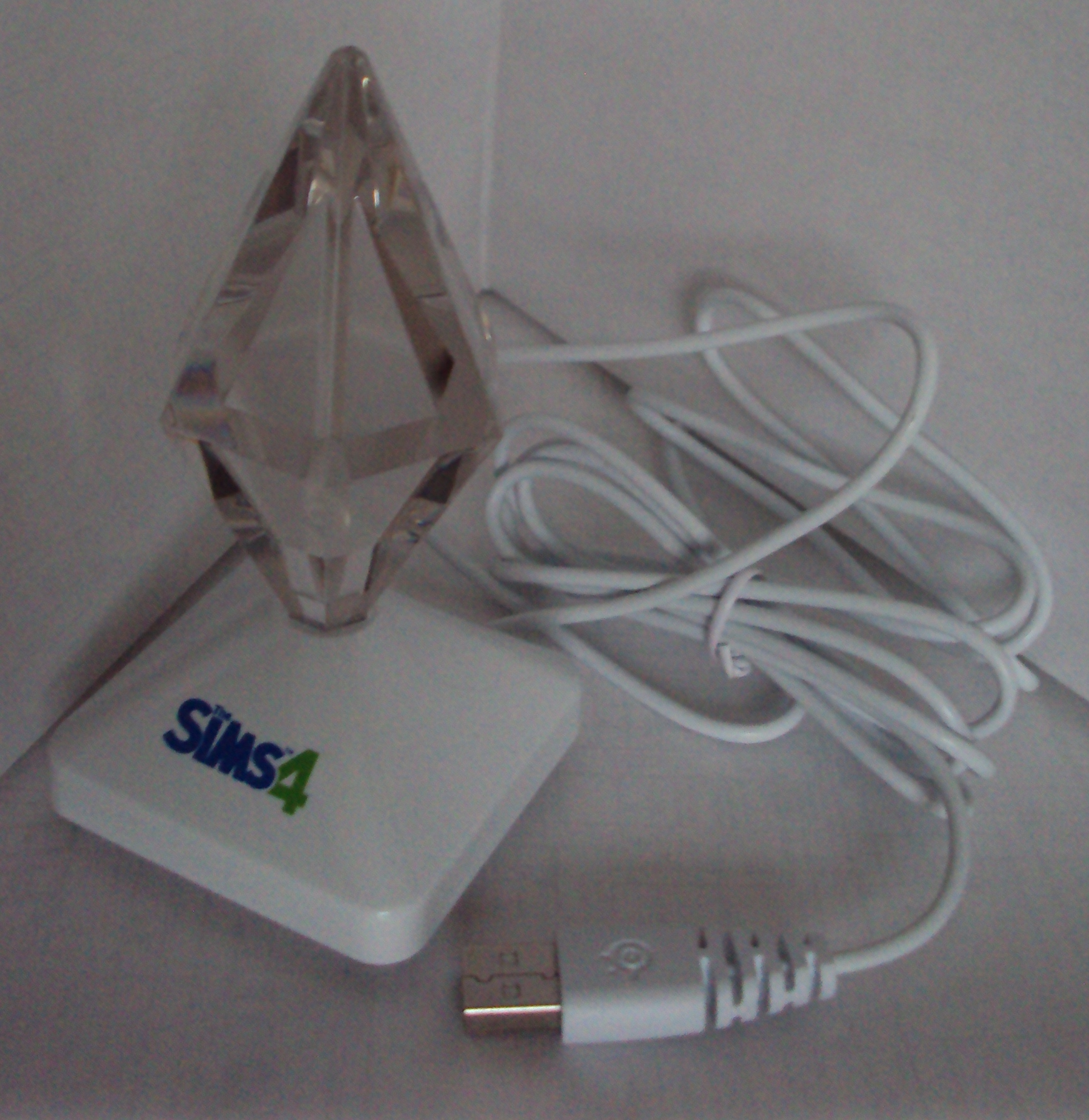
Interactief USB-lichtje in de vorm van het diamantje (plumbob) van De Sims. Het licht verandert tijdens het spelen van kleur, zodat het dezelfde kleur bereikt die bij de emotie van de Sim hoort.

| Inhoud                                                                   | Inhoud                                                                   | Standaard-editie                      | Limited Edition                       | Digital Deluxe Edition         | Premium Edition   | Collector's Edition |
| ------------------------------------------------------------------------ | ------------------------------------------------------------------------ | ------------------------------------- | ------------------------------------- | ------------------------------ | ----------------- | ------------------- |
| Inhoud                                                                   | Inhoud                                                                   | In winkels en via Electronic Arts App | In winkels en via Electronic Arts App | Alleen via Electronic Arts app | Alleen in winkels | Alleen in winkels   |
| Basisspel (De Sims 4)                                                    | Basisspel (De Sims 4)                                                    | Ja                                    | Ja                                    | Ja                             | Ja                | Ja                  |
| Extra downloadbare inhoud                                                | Feestbeest                                                               | Nee                                   | Ja                                    | Ja                             | Ja                | Ja                  |
| Extra downloadbare inhoud                                                | Tot in de vroege uurtjes                                                 | Nee                                   | Nee                                   | Ja                             | Ja                | Ja                  |
| Extra downloadbare inhoud                                                | Dierenhoedjes                                                            | Nee                                   | Nee                                   | Ja                             | Ja                | Ja                  |
| Digitale soundtrack                                                      | Digitale soundtrack                                                      | Nee                                   | Nee                                   | Ja                             | Ja                | Ja                  |
| Handboek voor creators                                                   | Handboek voor creators                                                   | Nee                                   | Nee                                   | Nee                            | Ja                | Ja                  |
| Interactieve USB-lamp in de vorm van het diamantje (plumbob) van De Sims | Interactieve USB-lamp in de vorm van het diamantje (plumbob) van De Sims | Nee                                   | Nee                                   | Nee                            | Nee               | Ja                  |

## Uitbreidingen en extra inhoud

### Downloadbare inhoud
| Titel                                               | Titel                                               | Uitgebracht                       | Beschrijving | Verspreiding |
| --------------------------------------------------- | --------------------------------------------------- | --------------------------------- | --- | --- |
| Digital Deluxe Upgrade                              | Feestbeest (Engels: Life of the Party)              | 2 september 2014 4 september 2014 | Voegt een versierde bartafel (de "Brandende Fakkelbar") en nieuwe kleding toe. | Inbegrepen bij de Limited Edition, Digital Deluxe Edition, Premium Edition en Collector's Edition van het basisspel De Sims 4. |
| Digital Deluxe Upgrade                              | Tot in de vroege uurtjes (Engels: Up All Night)     | 2 september 2014 4 september 2014 | Deze set voegt een laserlichtshow en kledij voor nieuwe verkleedfeestjes toe. | Inbegrepen bij de Digital Deluxe Edition, Premium Edition en Collector's Edition van het basisspel De Sims 4.                  |
| Digital Deluxe Upgrade                              | Dierenhoedjes (Engels: Awesome Animal Hats)         | 2 september 2014 4 september 2014 | Een set die een aantal dierenhoedjes in de vorm van een uil, kip, koe, tijger, beer, panda en leeuw bevat. Elk hoedje geeft de Sim die het draagt een andere emotie.                                                                     | Inbegrepen bij de Digital Deluxe Edition, Premium Edition en Collector's Edition van het basisspel De Sims 4.                  |
| Feestdagenpakket (Engels: Holiday Celebration Pack) | Feestdagenpakket (Engels: Holiday Celebration Pack) | 16 december 2014                  | Een pakket dat decoratie voor Kerstmis bevat, zoals kerstbomen, sneeuwmanbeelden, slingers en kerstmuziek. De set voegt daarnaast nog een Menora en Kinara toe. Kersttruien, een rendierhoedje en een elfenhoed zitten ook in dit pakket | |

### Expansion Packs
Expansion Packs bevatten voorwerpen (zoals kledij, kapsels en meubels) en extra gameplay. Deze pakketten bevatten meer gameplay in vergelijking met Game Packs. Expansion Packs zijn verkrijgbaar in winkels en als download online. Expansion Packs kosten € 40, dit maakt het de duurste pakketten die beschikbaar zijn.
| Titel                                                                | Uitgebracht                                                     | Beschrijving |
| -------------------------------------------------------------------- | --------------------------------------------------------------- | --- |
| De Sims 4: Aan het Werk (Engels: The Sims 4: Get to Work)            | PC: 31 maart 2015 2 april 2015 Console: 20 maart 2018           | Dit pakket voegt 3 nieuwe carrières toe, dokter, rechercheur en wetenschapper, waarbij de speler de Sims tijdens hun werk moet besturen. Sims kunnen ook als zelfstandige aan de slag en hun eigen winkel of fotostudio beginnen en deze managen. Ook voegt dit pakket de mogelijkheid toe om aliëns tegen te komen, en ontvoerd te worden door aliëns waarbij mannelijke Sims de kans krijgen om zwanger te raken. |
| De Sims 4: Beleef het Samen (Engels: The Sims 4: Get Together)       | PC: 8 december 2015 10 december 2015 Console: 11 september 2018 | Dit pakket voegt de mogelijkheid toe om een club op te richten en naar feesten te gaan. Clubs hebben elk hun eigen interesses en speciale interacties. De clubleden kunnen tijdens een clubbijeenkomst samenkomen. Enkele draaitafels, een dartbord, tafelvoetbal, duikplanken en een kampvuur zijn voorbeelden van nieuw materiaal in deze uitbreiding. Ook introduceert dit pakket een nieuwe wereld in Europese stijl. |
| De Sims 4: Stedelijk Leven (Engels: The Sims 4: City Living)         | PC: 1 november 2016 3 november 2016 Console: 17 november 2017   | Dit pakket voegt een moderne stad toe, waarin Sims in appartementen kunnen wonen en daarvoor huur moeten te betalen. Elke buurt heeft zijn eigen festival met specifieke kenmerken. Een basketbalpaal, karaokemachines, liften en kleine marktkraampjes zijn voorbeelden van nieuwe voorwerpen. |
| De Sims 4: Honden en Katten (Engels: The Sims 4: Cats & Dogs)        | PC: 10 november 2017 Console: 31 juli 2018                      | Dit pakket voegt honden en katten toe. Spelers kunnen zelf honden en katten maken met het nieuwe Creëer-een-Huisdier, waar onder andere keuze is uit veel verschillende rassen en vachten. Ook is er een verfmodus toegevoegd, zodat spelers huisdieren helemaal naar wens kunnen kleuren. Sims kunnen een band opbouwen met hun huisdieren en trucjes leren. Dit pakket introduceert ook de dierenarts-carrière, waarbij je een dierenkliniek kan kopen. Zieke huisdieren kunnen hierheen worden gebracht om te genezen. Ook kunnen de honden en katten gesteriliseerd of gecastreerd worden. Het pakket voegt ook een nieuwe wereld toe, waarin zwerfdieren lopen. |
| De Sims 4: Jaargetijden (Engels: The Sims 4: Seasons)                | PC: 22 juni 2018 Console: 13 november 2018                      | Dit pakket voegt de 4 seizoenen en het weer toe aan het spel. Sims kunnen van seizoensgebonden activiteiten en feestdagen genieten, onder andere gebaseerd op Kerstmis, Halloween, Pasen en Oudejaarsavond. Spelers kunnen ook zelf feestdagen toevoegen aan de kalender. Sims kunnen ook een carrière als botanicus beginnen. In tegenstelling tot alle andere Expansion Packs, is dit de enige die geen nieuwe wereld toevoegt. Hier is expres voor gekozen, zodat tijdens de ontwikkeling er meer tijd in de bestaande werelden kon worden gestopt, sinds de werelden er elk seizoen anders uitzien.                                                              |
| De Sims 4: Word Beroemd (Engels: The Sims 4: Get Famous)             | PC: 16 november 2018 Console: 12 februari 2019                  | DIt pakket voegt een op Hollywood gebaseerde wereld toe waarin Sims beroemd worden. Ook kunnen Sims met dit pakket acteur of actrice worden. Er worden ook gebouwen toegevoegd waarin veel beroemdheden te vinden zijn. Sims kunnen met beroemdheden op de foto of handtekeningen vragen. Als je als beroemde Sim hogerop komt, kan je verschillende voor- en nadelen kiezen voor je Sim. |
| De Sims 4: Eiland Leven (Engels: The Sims 4: Island Living)          | PC: 21 juni 2019 Console: 16 juli 2019                          | Dit pakket voegt een tropisch eiland toe, waar Sims kunnen genieten van het strandleven of kennismaken met de unieke eilandcultuur. In deze uitbreiding kunnen Sims ook een zeemeermin worden en het leven van deze mythische wezens ontdekken. Ook is er de mogelijkheid om zelf conservator of duiker te worden. Er worden ook stranden toegevoegd, waar Sims onder andere kunnen zonnen, zwemmen, snorkelen, varen en spelen met dolfijnen. |
| De Sims 4: Studentenleven (Engels: The Sims 4: Discover University)  | PC: 15 november 2019 Console: 17 december 2019                  | Dit pakket voegt een nieuwe wereld toe, waar Sims naar de universiteit kunnen gaan. Sims die worden toegelaten op de universiteit kunnen in studentenhuizen wonen, en zich aanmelden bij een vereniging. Ook voegt dit pakket tafeltennis toe, waar Sims onder andere bierpong kunnen spelen. Sims die succesvol de universiteit hebben afgerond, kunnen in een hoger niveau met beroepen beginnen. |
| De Sims 4: Ecologisch Leven (Engels: The Sims 4: Eco Lifestyle)      | 5 juni 2020                                                     | Dit pakket voegt de mogelijkheid toe voor Sims om zich bezig te houden met het milieu en op buurtactieplannen te stemmen. In de nieuwe wereld die bij dit pakket komt, worden onder andere een havengebied en nieuwe appartementen toegevoegd. In een gratis update bij dit pakket werden ook ladders toegevoegd. |
| De Sims 4: Sneeuwpret (Engels: The Sims 4: Snowy Escape)             | 13 november 2020                                                | Dit pakket voegt een nieuwe Japanse wereld toe, waar Sims onder andere kunnen skiën, snowboarden, sleeën en bergbeklimmen. Ook kunnen Sims naar een badhuis gaan, wandelingen maken en de grote berg beklimmen. Spelers hebben ook de mogelijkheid om Sims verplicht hun schoenen uit te laten doen. In een gratis update bij dit pakket werden platforms toegevoegd, die spelers vrijheid geven om verschillende vloerhoogtes te maken op dezelfde verdieping. |
| De Sims 4: Landelijk Leven (Engels: The Sims 4: Cottage Living)      | 22 juli 2021                                                    | Dit pakket voegt verschillende nieuwe planten en dieren toe, waaronder aubergine's, meloenen, lama's, vossen, konijnen, kippen en koeien. Ook komt in dit pakket de familie Rimpelbil terug. |
| De Sims 4: Middelbare School (Engels: The Sims 4: High School Years) | 28 juli 2022                                                    | Dit pakket voegt allerlei nieuwe activiteiten toe voor tieners, waaronder de middelbare school, diploma-uitreikingen en naschoolse activiteiten. |
| De Sims 4: Samen Groeien (Engels: The Sims 4: Growing Together)      | 16 maart 2023                                                   | Dit pakket voegt veel nieuwe dingen toe die familie-gameplay uitbreiden. Hierbij is ook een update voor het basisspel gekomen die een nieuwe levensfase voor baby's toevoegt. |
| De Sims 4: Paardenboerderij (Engels: The Sims 4: Horse Ranch)        | 20 juli 2023                                                    | Dit pakket voegt allerlei nieuwe activiteiten toe zoals paardrijden, paarden verzorgen, nectar maken en kleine geitjes. |
| De Sims 4: Te Huur (Engels: The Sims 4: For Rent)                    | 7 december 2023                                                 | Dit pakket voegt de mogelijkheid toe om huisbaas te zijn en je eigen appartementen te verhuren. |

### Game Packs
Game Packs voegen extra voorwerpen (zoals kledij, kapsels en meubels) toe aan het spel en een kleinere hoeveelheid aan gameplay in vergelijking met Expansion Packs. Game Packs zijn in tegenstelling tot Expansion Packs alleen online verkrijgbaar. In winkels zijn deze gebundeld in een bundel met 3 pakketten: één Game Pack, en twee Accessoirespakketten. Game Packs kosten € 20.
| Titel                                                                                  | Uitgebracht                                    | Beschrijving |
| -------------------------------------------------------------------------------------- | ---------------------------------------------- | --- |
| De Sims 4: In de Natuur (Engels: The Sims 4: Outdoor Retreat)                          | PC: 13 januari 2015 Console: 4 december 2018   | Dit pakket voegt een bos toe waar Sims op vakantie kunnen gaan. Er is keuze uit verschillende vakantiewoningen, of een groot kampeergebied waar Sims in een tent kunnen slapen. |
| De Sims 4: Wellnessdag (Engels: The Sims 4: Spa Day)                                   | PC: 14 juli 2015 Console: 18 april 2019        | Dit pakket voegt spa's toe, waar Sims kunnen mediteren en yoga kunnen doen. Ook massages en sauna's worden toegevoegd met dit pakket. |
| De Sims 4: Uit Eten (Engels: The Sims 4: Dine Out)                                     | PC: 7 juni 2016 Console: 8 januari 2018        | Dit pakket voegt restaurants toe waar Sims uit eten kunnen gaan. Het is ook mogelijk om een eigen restaurant te runnen, waarbij de speler koks, obers en hosts moet aannemen. |
| De Sims 4: Vampieren (Engels: The Sims 4: Vampires)                                    | PC: 24 januari 2017 Console: 17 november 2017  | Dit pakket voegt vampieren toe. Vampieren hebben een normale vorm en een duistere vorm. Vampieren kunnen in hun duistere vorm normale Sims bijten, transformeren of hallucineren. Met vampierpunten kunnen spelers krachten en zwaktes aan hun vampier geven.                                                           |
| De Sims 4: Ouderschap (Engels: The Sims 4: Parenthood)                                 | PC: 30 mei 2017 Console: 19 juni 2018          | Dit pakket maakt het gedrag van peuters, tieners en kinderen realistischer door onder meer pesterijen. Het gedrag van Sims tijdens de kindertijd zal ook meer gevolgen hebben voor de rest van het leven van de Sim. Ouders kunnen de opvoedingsvaardigheid leren, naarmate ze meer interacties uitvoeren met hun kind. |
| De Sims 4: Jungle Avonturen (Engels: The Sims 4: Jungle Adventure)                     | PC: 27 februari 2018 Console: 4 december 2018  | Dit pakket voegt een jungle toe die Sims kunnen verkennen, waar ze moeten zoeken naar vallen en schatkisten. Het is niet mogelijk om in deze wereld te wonen. Sims kunnen met dit pakket ook de archeologievaardigheid leren.                                                                                           |
| De Sims 4: StrangerVille (Engels: The Sims 4: StrangerVille)                           | PC: 26 februari 2019 Console: 14 mei 2019      | Dit pakket voegt een nieuwe mysterieuze wereld toe, met een verhaallijn die Sims kunnen volgen. Ook krijgen Sims met dit pakket de mogelijkheid om een carrière in het leger te beginnen. |
| De Sims 4: Magisch Rijk (Engels: The Sims 4: Realm of Magic)                           | PC: 10 september 2019 Console: 15 oktober 2019 | Dit pakket voegt de mogelijkheid toe om ToverSim te worden. ToverSims kunnen verschillende magische krachten uitoefenen. |
| De Sims 4 Star Wars: Journey to Batuu (Engels: The Sims 4 Star Wars: Journey to Batuu) | 8 september 2020                               | Dit pakket voegt een nieuwe wereld toe met een Star Wars-verhaallijn die Sims kunnen volgen. Ook voegt dit pakket verschillende personages en objecten uit Star Wars toe. |
| De Sims 4: Interieurdesigner (Engels: The Sims 4: Dream Home Decorator)                | 1 juni 2021                                    | Dit pakket voegt de mogelijkheid toe om een carrière als interieurdesigner te beginnen. Ook voegt dit een groot aantal meubels toe, waaronder modulaire banken en kasten en kookplaten afzonderlijk van de bijbehorende oven.                                                                                           |
| De Sims 4: Mijn Bruiloft (Engels: The Sims 4: My Wedding Stories)                      | 23 februari 2022                               | Dit pakket voegt verschillende nieuwe functionaliteiten toe om bruiloften uit te breiden, waaronder verschillende taarten en een nieuwe wereld. |
| De Sims 4: Weerwolven (Engels: The Sims 4: Werewolves)                                 | 16 juni 2022                                   | Dit pakket voegt de mogelijkheid toe om je Sim te transformeren in een weerwolf. Hierbij is ook een nieuwe duistere wereld die bij het thema past toegevoegd. |

### Accessoirespakketten
Accessoirespakketten bevatten in tegenstelling tot Expansion Packs en Game Packs waar meer gameplay inzit, meestal meer voorwerpen (zoals kledij, kapsels en meubels) dan gameplay. Accessoirespakketten zijn net als Game Packs alleen online verkrijgbaar. In winkels zijn deze gebundeld in een bundel met 3 pakketten: één Game Pack, en twee Accessoirespakketten. Accessoirespakketten kosten € 10.
| Naam                                                                                 | Uitgebracht                                    | Beschrijving |
| ------------------------------------------------------------------------------------ | ---------------------------------------------- | --- |
| De Sims 4: Luxe Feestaccessoires (Engels: The Sims 4: Luxury Party Stuff)            | PC: 19 mei 2015 Console: 5 december 2017       | In dit pakket zitten voornamelijk voor mannelijke en vrouwelijke Sims feestelijke jurken en -kostuums, al dan niet met glitters, en juwelen en make-up. Een nieuwe bar, buffettafel en chocoladefontein zijn tevens inbegrepen.                                                                                        |
| De Sims 4: Perfecte Patio Accessoires (Engels: The Sims 4: Perfect Patio Stuff)      | PC: 16 juni 2015 Console: 17 november 2017     | Dit pakket bevat, naast bubbelbaden, ook diverse tuinmeubelen. Een extra bar en barbecue zijn ook in het pakket aanwezig. Tot slot is er extra zwemkledij beschikbaar. |
| De Sims 4: Coole Keukenaccessoires (Engels: The Sims 4: Cool Kitchen Stuff)          | PC: 11 augustus 2015 Console: 5 december 2017  | Dit pakket voegt verschillende keukenmaterialen en -apparatuur toe, waaronder een ijsmachine. |
| De Sims 4: Griezelige Accessoires (Engels: The Sims 4: Spooky Stuff)                 | PC: 29 september 2015 Console: 2 oktober 2018  | Met dit accessoirespakket wordt er halloweenkledij en -decoratie aan het spel toegevoegd. Sims kunnen ook pompoenen uitsnijden met de nieuwe werktafel. |
| De Sims 4: Filmavond Accessoires (Engels: The Sims 4: Movie Hangout Stuff)           | PC: 12 januari 2016 Console: 19 februari 2019  | Dit pakket bevat de mogelijkheid om verschillende films te bekijken via de televisie. Er werden nieuwe tv's en een popcornmachine toegevoegd aan het spel. |
| De Sims 4: Romantische Tuinaccessoires (Engels: The Sims 4: Romantic Garden Stuff)   | PC: 9 februari 2016 Console: 6 februari 2018   | Met dit accessoirespakket worden er verschillende voorwerpen toegevoegd om een tuin in victoriaanse stijl te bouwen. Daarnaast bevat het pakket ook nog een wensput. |
| De Sims 4: Kinderkamer Accessoires (Engels: The Sims 4: Kids Room Stuff)             | PC: 28 juni 2016 Console: 19 juni 2018         | Er worden voorwerpen en meubels speciaal voor kinderen en kinderkamers toegevoegd, zoals een poppentheater en een nieuwe spelcomputer. |
| De Sims 4: Achtertuin Accessoires (Engels: The Sims 4: Backyard Stuff)               | PC: 19 juli 2016 Console: 22 mei 2018          | Dit pakket bevat materiaal om tuinen in te richten met onder andere waterglijbanen, vogelhuisjes en windgongs. |
| De Sims 4: Vintage Glamour Accessoires (Engels: The Sims 4: Vintage Glamour Stuff)   | PC: 6 december 2016 Console: 17 november 2017  | Sims kunnen een butler inhuren en zich kleden in vintagemode. |
| De Sims 4: Bowlingavond Accessoires (Engels: The Sims 4: Bowling Night Stuff)        | PC: 29 maart 2017 Console: 12 maart 2019       | Sims kunnen gaan bowlen op de nieuw toegevoegde bowlingbaan. |
| De Sims 4: Fitness Accessoires (Engels: The Sims 4: Fitness Stuff)                   | PC: 20 juni 2017 Console: 12 maart 2019        | Dit pakket voegt vernieuwde fitnessapparaten en een nieuwe klimmuur toe. Sims kunnen ook sporten via de tv en nieuwe sportkledij aandoen. Nieuwe meubels zorgen voor een sportieve uitstraling van iedere sportschool.                                                                                                 |
| De Sims 4: Peuter Accessoires (Engels: The Sims 4: Toddler Stuff)                    | PC: 24 augustus 2017 Console: 22 mei 2018      | Dit pakket voegt veel nieuwe kledij voor peuters. Daarnaast zijn er veel decoratieve objecten om de nieuwe speelafspraakjes te houden met andere peuters. De nieuwe gameplay-objecten zijn een ballenbak, een glijbaan en een kleurrijke tunnels om door te kruipen.                                                   |
| De Sims 4: Wasgoed Accessoires (Engels: The Sims 4: Laundry Day Stuff)               | PC: 16 januari 2018 Console: 14 augustus 2018  | Dit pakket is gericht op landelijke decoratie en het toevoegen van een wasgoedsysteem. Sims die een wasmand op hun kavel plaatsen krijgen automatisch vieze was in de wasmand die gewassen kan worden met een wasmachine of wastobbe. De kledij kan gedroogd worden met een droger of aan de waslijn.                  |
| De Sims 4: Mijn Eerste Huisdier Accessoires (Engels: The Sims 4: My First Pet Stuff) | PC: 13 maart 2018 Console: 31 maart 2020       | Dit pakket voegt een aantal nieuwe kledingstukken toe voor wie De Sims 4 Honden en Katten al geïnstalleerd heeft. Daarnaast krijg je ook kleine knaagdieren erbij. Naast een paar nieuwe outfits en een paar decoratieve voorwerpen bevat dit pakket niet zo veel. De ontvangst ervan is dan ook niet bijzonder groot. |
| De Sims 4: Moschino Accessoires (Engels: The Sims 4: Moschino Stuff)                 | PC: 13 augustus 2019 Console: 3 september 2019 | In samenwerking met het luxe modemerk Moschino voegt dit pakket de kledij toe van de 'Capsule' collectie van het merk. Sims kunnen de kledij dragen en het nieuwe freelance beroep als modefotograaf beginnen. |
| De Sims 4: Klein Wonen Accessoires (Engels: The Sims 4: Tiny Living Stuff)           | PC: 21 januari 2020 Console: 4 februari 2020   | Dit pakket is volledig gericht op de uitdagingen van klein bouwen, en introduceert kleine woningen die voordelen geven ten opzichte van particuliere woningen. |
| De Sims 4: Uitgebreid Breien Accessoires (Engels: The Sims 4: Nifty Knitting Stuff)  | 28 juli 2020                                   | Dit pakket introduceert de nieuwe vaardigheid breien, nieuwe bouwvoorwerpen en kledingstukken die aan het thema zijn gerelateerd. Ook komt dit pakket met Fopsy, een dienst waarop Sims spullen kunnen kopen en verkopen.                                                                                              |
| De Sims 4: Paranormaal Accessoires (Engels: The Sims 4: Paranormal Stuff)            | 26 januari 2021                                | Dit pakket introduceert de seancetafel waar je rituelen kan uitvoeren, met doden kan praten en Bothilde kan oproepen, een nieuwe freelance-carrière als paranormaal onderzoeker en andere mysterieuze activiteiten. |
| De Sims 4: Kokkerellen maar (Engels: The Sims 4: Home chef hustle)                   | 28 september 2023                              | Dit pakket introduceert een wafelmaker, een mixer en een pizzaoven. Het bevat ook decoratie om een keuken in te kunnen richten en een kraampje om eten te kunnen verkopen. |

### Kits
Kits zijn kleine pakketten die in plaats van verschillende elementen te bundelen, per Kit losse elementen toevoegt. Bij een normaal accessoirespakket zou je Creëer-een-Sim items, bouw en gameplay elementen in één bundel krijgen, maar bij Kits krijg je alleen één element van de drie. Je betaalt hier uiteraard ook een lagere prijs voor.
| Naam                                                                               | Uitgebracht      | Beschrijving |
| ---------------------------------------------------------------------------------- | ---------------- | --- |
| De Sims 4: Alles Aan Kant Kit (Engels: The Sims 4: Bust The Dust Kit)              | 2 maart 2021     | In deze Kit worden stofzuigers en stofdotjes toegevoegd. Huizen kunnen stoffig worden, waardoor de stofdotjes verschijnen en je moet stofzuigen. |
| De Sims 4: Landelijke Keuken Kit (Engels: The Sims 4: Country Kitchen Kit)         | 2 maart 2021     | In deze Kit worden verschillende keukenmaterialen toegevoegd, waaronder een nieuw aanrecht en een nieuw fornuis.                                 |
| De Sims 4: Retro Outfit Kit (Engels: The Sims 4: Throwback Fit Kit)                | 2 maart 2021     | In deze Kit worden verschillende Retro kledingstukken toegevoegd, waaronder een Bucket hat.                                                      |
| De Sims 4: Binnenplaats Oase Kit (Engels: The Sims 4: Courtyard Oasis Kit)         | 18 mei 2021      | In deze Kit worden verschillende kleurrijke objecten in Marokkaanse stijl toegevoegd.                                                            |
| De Sims 4: Industriële Loft Kit (Engels: The Sims 4: Industrial Loft Kit)          | 26 augustus 2021 | In deze Kit worden verschillende objecten in industriële stijl toegevoegd.                                                                       |
| De Sims 4: Fashion Street Kit (Engels: The Sims 4: Fashion Street Kit)             | 5 oktober 2021   | In deze Kit worden verschillende kledingstukken geïnspireerd op de trendsettende ontwerpen van Bombay toegevoegd.                                |
| De Sims 4: Incheon Style Kit (Engels: The Sims 4: Incheon Arrivals Kit)            | 5 oktober 2021   | In deze Kit worden verschillende kledingstukken in Koreaanse stijl toegevoegd.                                                                   |
| De Sims 4: Prachtige Planten Kit (Engels: The Sims 4: Blooming Rooms Kit)          | 9 november 2021  | In deze Kit worden verschillende nieuwe planten toegevoegd.                                                                                      |
| De Sims 4: Moderne Mannenmode Kit (Engels: The Sims 4: Modern Menswear Kit)        | 2 december 2021  | In deze Kit worden verschillende nieuwe kledingstukken voor mannen toegevoegd.                                                                   |
| De Sims 4: Zomerse Carnavalsmode Kit(Engels: The Sims 4: Carnaval Streetwear Kit)  | 3 februari 2022  | In deze Kit worden verschillende kledingstukken in de stijl van Braziliaanse carnaval toegevoegd.                                                |
| De Sims 4: Maximalistisch Interieur Kit(Engels: The Sims 4: Decor to the Max Kit)  | 21 maart 2022    | In deze Kit worden verschillende meubels in drukkere tinten toegevoegd.                                                                          |
| De Sims 4: Maanlicht Chic Kit(Engels: The Sims 4: Moonlight Chic Kit)              | 26 mei 2022      | In deze Kit worden verschillende door de Parijse maker Paola Locatelli geïnspireerde kledingstukken toegevoegd.                                  |
| De Sims 4: Kleine Kampeerders Kit(Engels: The Sims 4: Moonlight Chic Kit)          | 26 mei 2022      | In deze Kit worden verschillende campingspullen voor kinderen toegevoegd.                                                                        |
| De Sims 4: Badkamerspullen Kit(Engels: The Sims 4: Bathroom Clutter Kit)           | 19 januari 2023  | In deze Kit worden verschillende decoraties voor in de badkamer toegevoegd.                                                                      |
| De Sims 4: Simtimates Collectie Kit(Engels: The Sims 4: Simtimates Collection Kit) | 19 januari 2023  | In deze Kit worden verschillende leuke en flirterige kledingstukken toegevoegd.                                                                  |

## Updates
EA Games bracht reeds verschillende updates voor het spel uit.
Op 1 oktober 2014 voegde een update geesten toe aan het basisspel. Vanwege de grote vraag van veel spelers kwamen op 4 november datzelfde jaar zwembaden in het spel. Een maand later, op 16 december, werden twee extra carrières in het spel beschikbaar. De drie updates kunnen telkens kosteloos worden gedownload.
Omdat spelers vonden dat er na verloop van tijd te weinig vrije kavels waren om op te bouwen, voegde een gratis update op 11 juni 2015 de lege wereld Newcrest toe.
In januari 2017 werd een update uitgebracht die peuters met zich meebracht.

## Ontvangst en recensies
| Recensiescore       | Recensiescore |
| Recensieverzamelaar | Score         |
| ------------------- | ------------- |
| GameRankings        | 69,44%        |
| Metacritic          | 71/100        |
| Publicist           | Score         |
| Eurogamer           | 7/10          |
| Game Informer       | 6,75/10       |
| Gamer.nl            | 7/10          |
| GameSpot            | 6/10          |
| GamesRadar+         | 3/5           |
| IGN                 | 7,5/10        |
| InsideGamer         | 7+/10         |
| PC Gamer (VK)       | 79/100        |
| PC Gamer (VS)       | 79/100        |
| Polygon             | 6,5/10        |
| Power Unlimited     | 85/100        |
| XGN                 | 6/10          |

Het spel werd over het algemeen minder goed ontvangen dan zijn voorganger, De Sims 3.
De Sims 4 bevatte, toen het spel uitkwam op 2 september 2014, bugs die reeds op dezelfde dag van de release al opgelost werden met een update. Enkele grote dingen, zoals peuters en zwembaden, waren op dat moment niet toegevoegd in het basisspel, hoewel dit wel aanwezig was in De Sims 2 en De Sims 3. Vaatwassers, brandweer (hoewel er wel branden en brandalarmen zijn), reparateurs (hoewel er wel dingen stuk kunnen gaan), politie en inbrekers zijn enkele voorbeelden van kleine inhoud die voor het eerst niet aanwezig is in een basisspel van De Sims op het moment van verschijnen. Sommige van deze werden later wel toegevoegd door middel van gratis updates.
Het spel heeft in tegenstelling tot zijn voorganger De Sims 3 geen open wereld, wat voor minder positieve reacties zorgde bij vele spelers. Sims kunnen niet meer vrij rondlopen in de veel kleinere wereld en laadschermen (hoewel het gaat om een korte laadtijd) doen terug hun intrede bij het verlaten en betreden van een kavel. Bij de release van De Sims 3 werd tevens met veel lof gesproken over het nieuwe onderdeel dat het mogelijk maakt om alle meubels, kledij, muurbekleding, vloerbedekking en andere voorwerpen, hetzelfde uiterlijk, kleur of stijl te geven. De mogelijkheden daarvan zijn daar onbeperkt. Dit onderdeel zit nu niet in het spel, hoewel bij elk voorwerp een lijst wordt gegeven om de kleur van het voorwerp aan te passen, echter is de keuze veel beperkter.
De huidskleur en haarkleur kan niet meer gekozen worden uit een kleurenwiel met alle kleuren, maar moet nu gekozen worden uit een beperktere lijst. Meerdere aanpasbare haarkleuren in één kapsel zijn alsook niet meer mogelijk.
Het spel wordt positief beoordeeld vanwege de toevoeging van emoties bij Sims, en het makkelijker bouwen van huizen en maken van Sims. Echter zijn de negatieve commentaren vaak door het kleinere aanbod van voorwerpen en meubels, en het ontbreken van enkele basisspullen en -gameplay.

## Systeemvereisten
De Sims 4 is een singleplayerspel waar tijdens het spelen geen internetverbinding voor nodig is. Echter is wel voor de installatie en eerste activering van het spel een internetverbinding en verbinding met Origin noodzakelijk. Om toegang te hebben tot de galerie in het spel is ook een internetverbinding vereist.

## Gamescom
Op 20 augustus 2013 werd, tijdens een persconferentie op Gamescom, De Sims 4 voor de allereerste keer aan het publiek getoond. Spelers konden tijdens de beurs kennismaken met het onderdeel om een Sim te maken en hadden de kans dat zelf uit te proberen.
Een jaar later werd tijdens de beurs een cd-rom gegeven die het onderdeel bevat, zodat spelers de software thuis konden installeren. Enkele dagen later werd voor iedereen de software gratis beschikbaar gesteld via Origin.